# 삼진엘앤디
삼진엘앤디(영어: Samjin LND Co. Ltd.)는 대한민국의 전자부품 기업이다. 본사는 경기도 화성시 동탄면 동탄기흥로 64-17에 위치해 있으며 대표이사는 이경재이다. 삼성SDI에 원통형 2차전지의 가스켓을 공급한다

## 상장
2004년 2월 6일에 상장하였다

## 참고문헌
1. ↑  이경민, 삼진엘앤디, 하노이에서 사무기기 생산 '스타트', ET뉴스, 2023년 7월 18일
2. ↑  차은지, 삼진엘앤디, 삼성그룹 전기차 TF 발족 소식에 '급등', 한국경제, 2022년 6월 16일
3. ↑  김민경, 한국IR협의회 기술분석보고서-삼진엘앤디, 2022년 1월 20일